# Santa Luzia (Funchal)
Santa Luzia é uma freguesia portuguesa do município do Funchal, com 1,34 km² de área e 5490 habitantes (censo de 2021). A sua densidade populacional é 4 097 hab./km².
Em conjunto com as freguesias da Sé, S. Pedro, e Imaculado Coração de Maria, compõe a chamada zona urbana da cidade do Funchal. Localiza-se a uma latitude 32.65 (32°39') Norte e a uma longitude 16.9 (16°54') Oeste, estando a uma altitude de 88 metros. 

## Demografia
Nota: Com lugares desta freguesia foi criada pelo decreto lei nº 40.421, de 06/12/1955, a freguesia de Imaculado Coração de Maria.
A população registada nos censos foi:
| Distribuição da População por Grupos Etários | Distribuição da População por Grupos Etários | Distribuição da População por Grupos Etários | Distribuição da População por Grupos Etários | Distribuição da População por Grupos Etários |
| -------------------------------------------- | -------------------------------------------- | -------------------------------------------- | -------------------------------------------- | -------------------------------------------- |
| Ano                                          | 0-14 Anos                                    | 15-24 Anos                                   | 25-64 Anos                                   | > 65 Anos                                    |
| 2001                                         | 944                                          | 875                                          | 3640                                         | 1236                                         |
| 2011                                         | 732                                          | 584                                          | 3133                                         | 1417                                         |
| 2021                                         | 617                                          | 570                                          | 2846                                         | 1457                                         |

## História
Originalmente parte integrante das freguesias da Sé e Monte, a freguesia de Santa Luzia surge como resolução para o excesso de população na freguesia da Sé. O seu nome advém da capela, com o mesmo nome, edificada nos finais do século XV.

## Património e locais de Interesse
- Igreja Matriz de Santa Luzia
- Igreja de Nossa Senhora da Encarnação (parte do antigo convento com o mesmo nome)
- Centro de Saúde do Bom Jesus
- Edifício dos Bombeiros Voluntários Madeirenses
- Centro Cultural e de Investigação do Funchal

## Ensino
- Colégio de Santa Teresinha
- Escola EB1/PE da Pena
- Escola Básica e Secundária Dr. Angelo Augusto da Silva
- Escola Secundária Francisco Franco
- Instituto Superior de Administração e Línguas da Madeira